# Helen Fessas-Emmanouil
Helen Fessas-Emmanouil (nació en 1943, en Volos) es una arquitecta griega especialista en arquitectura teatral. Es  profesora emérita de la Universidad de Atenas. Ha publicado varios ensayos y libros sobre arquitectura griega moderna. 
Fessas Estudió arquitectura en la Universidad Técnica Nacional de Atenas (1962–1967), su tesis doctoral fue  la  Arquitectura teatral en la Grecia Moderna.
En 1993,  fue designada profesora en el Departamento de Estudios Teatrales de la Universidad de Atenas. Los últimos 20 años, ha trabajado como historiadora en el área de la arquitectura griega moderna, escribiendo artículos publicaciones griegas y extranjeras. En 1995, Fessas-Emmanouil fue galardonada con el Premio de Academia de Atenas por su libro de dos volúmenes Arquitectura Teatral en la Grecia Moderna.

## Publicaciones propias
Las publicaciones de Fessas-Emmanouil incluyen:
- Entornos construídos para actividades culturales urbanas en el contexto de un plan nacional exhaustivo para la descentralización cultural, Atenas, Grecia (1974)
- Desarrollo cultural: una nueva responsabilidad política en Grecia, Olkos, Atenas, Grecia (1987)
- Asuntos ideológicos y Culturales en la Arquitectura de Grecia Moderna, Olkos, Atenas, Grecia (1978)
- Arquitectura pública en la Grecia Moderna, 1720-1940, Papasotiriou, Atenas, Grecia (1993)
- Arquitectura teatral en la Grecia Moderna, 1720-1940, Atenas, Grecia, (1994)

Patrocinado por el Centro cultural europeo de Delphi y el I.F. Costopoulos Fundación.
- Por qué Integrar Instalaciones Educativas y Comunitarias?, Perspectivas de UNESCO, 8, 4, 531-34 (1978)
- Helen Fessa-Emmanouil & E.Marmaras, Doce Arquitectos griegos del Periodo entreguerras, Publicaciones Universitarias de Creta ( ISBN 960-7646-74-6 )
- Helen Fessa-Emmanouil, Ensayos sobre la Arquitectura Neohelénica, (ISBN 960-91597-0-2 ) (Publicación particular)